# 神田北乘物町
35°41′33″N 139°46′26″E / 35.69250°N 139.77389°E
神田北乘物町（日语：／ Kanda-kita-norimonochō */?）是東京都千代田區的町名，未設丁番僅有單獨町名。2013年8月1日為止的人口為58人。郵遞區號101-0036。

## 地理
位於千代田區東北部，屬神田地域。町域北臨神田紺屋町，東接神田東紺屋町、神田東松下町，南鄰神田紺屋町（南部），西連鍛冶町。神田北乘物町是神田站東口商業區的一部分，多大樓與商店。町域内有許多藥品相關的企業。

## 歷史
神田站東側的鍛冶町、紺屋町、北乘物町，與已經廢除的塗師町、鍋町等，都是古時的工匠町。

### 地名由來
「乘物」意為載具，一說是此地多駕籠（かご）工匠，也有一說是此地是馬具工匠居住地。南乘物町在1932年（昭和8年）併入鍛冶町。

## 交通
町域内沒有車站，可利用西側的神田站，南方的總武快速線新日本橋站，北方的都營新宿線岩本町站，東側的東京地下鐵日比谷線小傳馬町站。

## 設施
- 水戶工業
- 香川銀行（日语：香川銀行）東京支店

## 備註
1. ↑  千代田区ホームページ - 町丁別世帯数および人口（住民基本台帳）：平成25年8月1日現在 的存檔，存档日期2013-10-27.
2. 1 2  .   [2013-08-15]. （原始内容存档于2020-09-23）.